# Lutnia (Żagań)
Lutnia (niem. Luthrötha) – dzielnica miasta Żagań leżąca w jego Północno-zachodniej części. Była wieś z około 1286 roku. Składała się głównie z dwóch majątków. Pierwszy należał do rodu von Kittlitz. Drugi do rodziny von Bunthensee. Później obydwa były w rękach zakonu augustianów z Żagania, którzy scalili te majątki w jeden. W 1601 roku powstał trzeci majątek należący do miasta Żagań, później przejęty przez zakon augustianów z Żagania. Po sekularyzacji zakonu w 1810 roku przejęte przez: rodzinę Neumann z Dziwiszowa(1811), rodziny Willmann(1840-1910), spółki komandytowej Bredig z Głogowa(1912), właściciela dworu Racke(1913), kupca Paalen z Berlina(1917), miasta Żagań(1925-1940). Po 1930 roku majątek rozkradziony.